# Aïssatou Tounkara
Aïssatou Tounkara (París, 16 de març de 1995) és una futbolista francesa que juga en la Lliga Iberdrola en l'Atlètic de Madrid. També és internacional amb la selecció absoluta de França.

## Trajectòria

### Categories inferiors
Tounkara va començar a jugar al futbol en el Buttes Chaumont FC, on va romandre fins a 2008 per a jugar en les categories inferiors del Football Féminin Issy-els-Moulineaux en la Divisió Juvenil. En 2010 Tounkara va fitxar pel FCF Juvisy, el primer equip de la qual jugava en la primera divisió francesa.

### FCF Juvisy
Tounkara va jugar en les categories inferiors del FCF Juvisy. El 6 de novembre de 2011 va jugar el seu primer partit amb el primer equip en la huitena jornada de lliga, encontre que van vèncer per un gol a zero davant el Paris Saint-Germain. Aquesta temporada va disputar 3 partits amb el primer equip mentre continuava jugant habitualment en la categoria sub-19.
En les temporades 2012-13 i 2013-14 va continuar alternant partits amb el primer equip i el sub-19, arribant a jugar les semifinals de la Lliga de Campions en 2013, i marcant el seu primer gol en lliga el 30 de març de 2014 davant el Saint-Etienne. A partir de 2014 es va assentar com a jugadora regular del primer equip.
El 6 de juliol de 2017, el Paris FC va comprar al Juvisy, esdevenint la seua secció femenina.
Va començar sent suplent en la temporada 2017-18 però al desembre va aconseguir tornar a jugar com a titular en l'equip. El 7 de març de 2018 Tounkara va sofrir una doble fractura de tíbia i peroné en la cama esquerra mentre jugava amb la selecció.

### Atlètic de Madrid

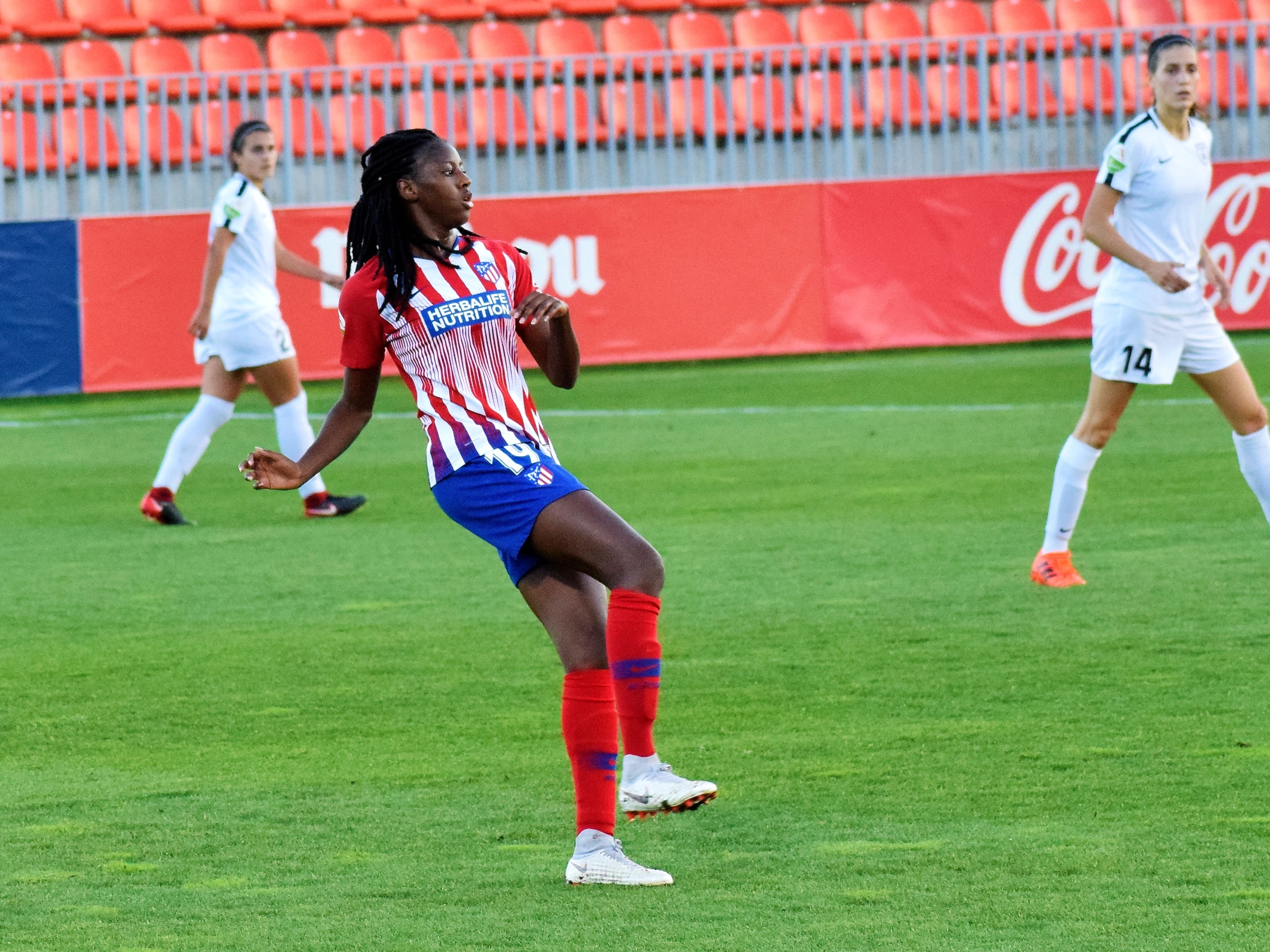
Tounkara fa una passada amb l'Atlètic de Madrid davant el Madrid CFF en 2018

El 21 de juliol de 2018 l'Atlètic de Madrid va fer oficial el seu fitxatge. Després de la recuperació de la lesió, va començar com a suplent en l'equip, debutant en la victòria per 6 a 0 a casa davant el EDF Logronyo. A poc a poc va anar entrant en els plans de Sánchez Vera fins a ser titular habitual. Va marcar el seu primer gol davant l'Athletic de Bilbao el 5 de gener de 2019. Va tornar a marcar davant el València i el 5 de maig va aconseguir el seu primer campionat de Lliga. Va disputar la final de la Copa de la Reina, torneig on l'Atlètic va caure davant la Reial Societat.

## Internacional
Tounkara és internacional amb absoluta França i ha jugat en les categories inferiors.
Va debutar amb la Sub-16 el 4 de juliol de 2011 davant Noruega.
Amb la Sub-17 va debutar el 28 de febrer de 2012 davant Suïssa. Va participar en l'Europeu de 2012 en el qual va jugar la semifinal i final i en la qual França va ser subcampiona en caure per penals davant Alemanya. També va disputar el Mundial de 2012, on Tounkara va ser titular en cinc dels sis partits, inclosa la final en la qual França es va proclamar campiona del món en vèncer per penals a Corea del Nord.
Amb la Sub-19 va debutar el 6 de març de 2013 davant Itàlia. Aquell mateix any va disputar l'Europeu de 2013, disputant quatre dels cinc partits de la fase final, en el qual França va vèncer a Anglaterra en la final.
Amb la Sub-20 va debutar el 10 de juny de 2014 davant els Estats Units. L'agost d'aquell mateix any va disputar el Mundial del Canadà, sent considerada una de les millors defenses del campionat i on França va acabar en tercera posició gràcies a un gol seu en el minut 79 del partit pel tercer i quart lloc davant Corea del Nord.
El 2 de maig de 2019 la seleccionadora nacional, Corinne Diacre, va donar la llista de les 23 convocades de França per al Mundial i Tounkara va ser una de les escollides. En el torneig no va disputar cap partit i França va arribar fins als huitens de final.
El 2020 va jugar habitualment en els partits amistosos de la selecció i va participar en 2 partits per a la classificació per a l'Eurocopa. En 2021 va jugar els primers partit de la fase de classificació per al Mundial de 2023, i va marcar un doblet en la golejada per 11-0 sobre Estònia.